# Drept de corespondență
Dreptul de corespondență este reprezentat de dreptul părintelui necustodian sau a altor persoane semnificative din viața copilului de a menține legături personale cu copilul prin faptul că minorul și adultul în cauză pot să se întâlnească față-față pentru anumite perioade de timp. Dreptul de corespondență este una dintre modalitățile recomandate de lege pentru menținerea de legături personale între un părinte (sau o altă persoană semnificativă cu care copilul a dezvoltat legături de atașament) care nu locuiește permanent cu minorul. Dreptul de corespondență este atât un drept al adultului în cauză cât și un drept al minorului. 
Dreptul de corespondență implică atât legături prin scrisori cât și prin mijloacele moderne de comunicare (telefon, mesagerie electronică, etc.)
Există și alte forme de realizare a legăturilor personale ca de pildă dreptul de acces, dreptul de vizită, accesul părintelui la informații privitoare la minor sau dreptul de găzduire.

## Suport legal
În România suportul legal este asigurat de Legea 272/2004 prin articolele 14-17
- Dispozițiile art. 14 din Legea 272/2004 consacră dreptul fundamental al minorului de a "menține relații personale și contacte directe cu părinții, rudele, precum și cu alte persoane față de care copilul a dezvoltat legături de atașament”.
- Dispozițiile art. 15 din Legea 272/2004 enumerează modalitățile de realizare ale legăturilor personale dintre minor și persoanele mai sus enunțate.
- Direcția Generală de Asistență Socială și Protecția Copilului
- Autoritatea tutelară

## Drepturile părinților și ale copiilor ca membrii unei familii
- Dreptul de supraveghere
- Dreptul de găzduire a minorului
- Dreptul de vizită
- Dreptul de acces la minor
- Dreptul de corespondență între minor și persoanele semnificative din viața sa
- Autoritatea părintească
- Dreptul de acces la informațiile privitoare la minor
- Dreptul de decizie cu privire la bunăstarea copilului
- Dreptul bunicilor la legături personale
- Dreptul copilului de a fi informat despre persoanele semnificative din viața sa